# Lâu đài Poděbrady
Lâu đài Poděbrady (tiếng Séc: Zámek Poděbrady) là một lâu đài cổ nằm tại thị trấn Poděbrady, Cộng hòa Séc.

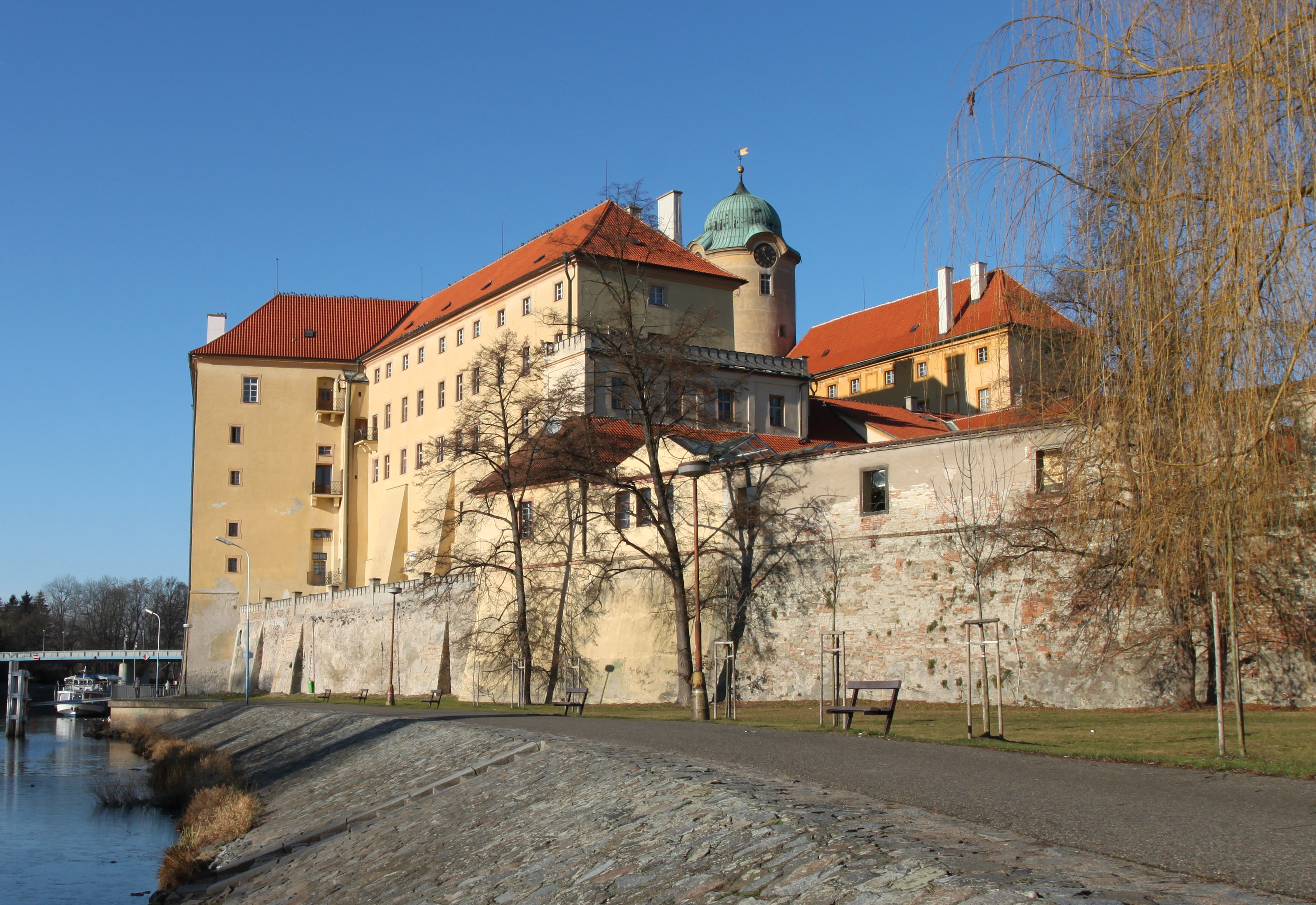
Lâu đài Poděbrady

## Lịch sử
Mảnh đất mà lâu đài Poděbrady tọa lạc ngày nay, khi xưa vốn có một pháo đài bằng gỗ. Vua Ottokar II của Bohemia đã thay thế pháo đài ấy bằng một lâu đài đá và từ đó, lâu đài là nơi ngự trị của Lãnh chúa vùng Poděbrady. Sau này, vua Johann của Bohemia đã trao lại lâu đài cho Hynek của Lichtenburg năm 1345. Năm 1350, con gái Hynek là Elizabeth đã cưới Boček I của Poděbrady khiến cho lâu đài thuộc về hàng thừa kế của dòng họ Kunštát do Boček I sáng lập. Cụ thể, sau khi vua Karl IV của Thánh chế La Mã cho phép Boček I quyền thừa kế lâu đài, Boček I đã tự xưng là Boček của Poděbrady, từ đó lập ra dòng họ nhà Kunštát. 

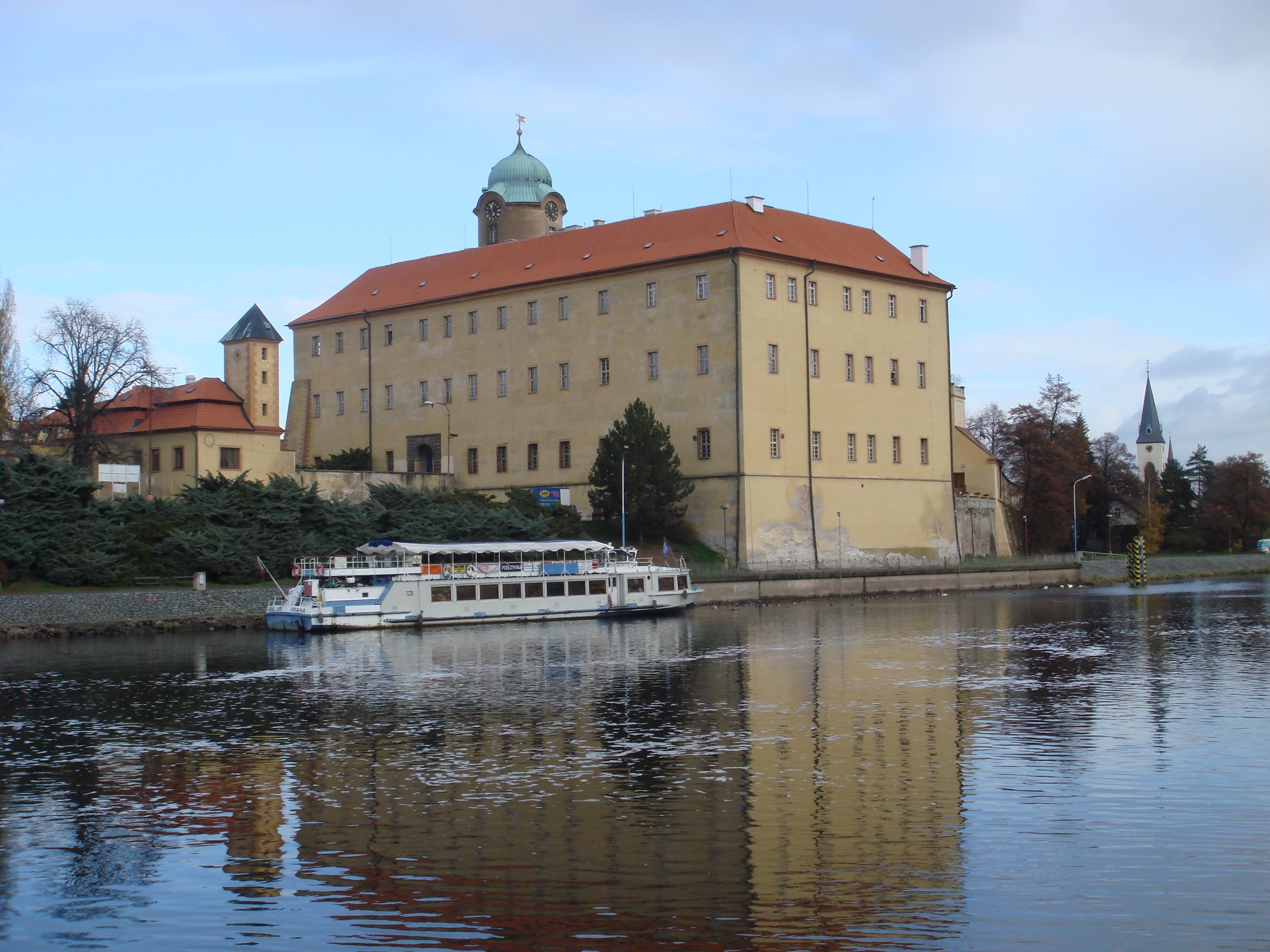
Quang cảnh lâu đài nhìn từ phía bên kia sông

Tương truyền rằng, vua George của Poděbrady, cháu trai của Boček đã ra đời tại chính lâu đài này. Sau khi vua George qua đời vào năm 1471, lâu đài Poděbrady được truyền lại cho người con trai tên là Henry của Poděbrady. Tuy nhiên, con trai vua George của Poděbrady lại phải chuyển quyền sở hữu lâu đài cho vua Vladislaus II của Hungary vào năm 1495.
Lâu đài đã từng được tái thiết nhiều lần. Từ năm 1548 đến năm 1580, lâu đài được sửa lại theo phong cách Phục Hưng theo sơ đồ thiết kế của Giovanni, Ulrico Aostalli và Hans Vienna. Sau chiến tranh Ba Mươi Năm, lâu đài đã mất đi tầm quan trọng vốn có. Từ năm 1723 đến năm 1724, lâu đài được tái thiết theo phong cách Baroque dưới sự chỉ đạo của chủ thầu Franz Maximilian Kanka. Sau năm 1750, lâu đài lại tiếp tục được cải tạo. Nữ hoàng Maria Theresia của Áo còn từng lưu trú tại lâu đài nhiều lần. Dưới thời con trai bà là Hoàng đế Joseph II của Thánh chế La Mã, lâu đài trở thành nơi ở cho các sĩ quan quân đội hoàng gia đã nghỉ hưu.
Năm 1839, nhà vua đã bán lâu đài và trao quyền lãnh chúa cho một chủ ngân hàng người Áo tên là Georg Simon Sina. Năm 1884, lâu đài trở thành tài sản thừa kế của Bá tước xứ Ypsilanti thông qua một cuộc hôn nhân.